# 石林坪遗址
石林坪遗址，位于中国广东省河源市和平县大坝镇，为河源市和平县的一个县级文物保护单位，类型为古遗址，公布时间为1986年9月。
石林坪遗址的历史年代为西周－战国。